# Премия «Выбор критиков» за лучший звук
Премия «Выбор критиков» за лучший звук (англ. Critics' Choice Movie Award for Best Sound) является премией, присуждаемой Ассоциацией выбора критиков, за создавание звука для фильмов с 2009 по 2011 год.

## Победители и номинанты

### 2000е
| Год  | Фильм           |
| ---- | --------------- |
| 2009 | Аватар          |
| 2009 | Район № 9       |
| 2009 | Повелитель бури |
| 2009 | Девять          |
| 2009 | Звёздный путь   |

### 2010е
| Год  | Фильм                               |
| ---- | ----------------------------------- |
| 2010 | Начало                              |
| 2010 | 127 часов                           |
| 2010 | Чёрный лебедь                       |
| 2010 | Социальная сеть                     |
| 2010 | История игрушек: Большой побег      |
| 2011 | Гарри Поттер и Дары Смерти. Часть 2 |
| 2011 | Хранитель времени                   |
| 2011 | Супер 8                             |
| 2011 | Древо жизни                         |
| 2011 | Боевой конь                         |